# Thomas Sprengers
Thomas Sprengers (né le 5 février 1990 à Louvain) est un coureur cycliste belge, professionnel de 2013 à 2021.

## Biographie

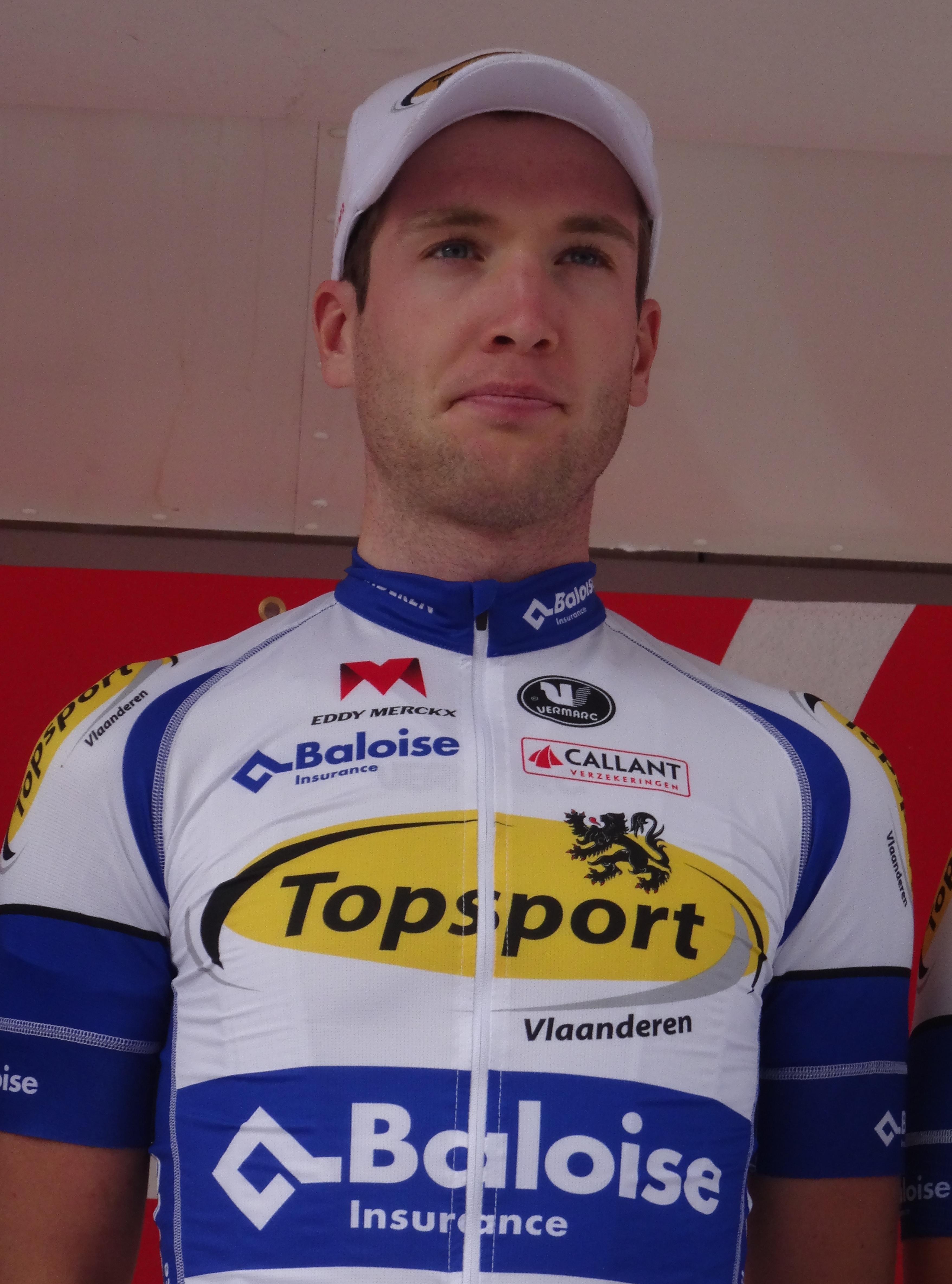
Thomas Sprengers lors de la 1re étape du Tour de Wallonie 2014.

En fin de contrat en fin d'année 2021, celui-ci n'est pas prolongé. Sprengers arrête alors sa carrière professionnelle.

## Palmarès sur route

### Par année
- 2008
  - 3e du Grand Prix Général Patton
  - 3e du Trophée des Ardennes flamandes
  - 3e du Tour de Haute-Autriche juniors
- 2011
  - Champion de la province d'Anvers sur route espoirs
- 2012
  - 4e étape du Tour d'Eure-et-Loir
  - Classement général du Tour de Liège
  - 3e étape du Tour de Moselle
  - 2e de Romsée-Stavelot-Romsée
  - 3e du Tour d'Eure-et-Loir
- 2015
  - 3e du Tour de Vendée

### Classements mondiaux
| Année                                 | 2012 | 2013 | 2014 | 2015 | 2016 | 2017 | 2018 | 2019 | 2020 | 2021  |
| ------------------------------------- | ---- | ---- | ---- | ---- | ---- | ---- | ---- | ---- | ---- | ----- |
| Classement mondial                    |      |      |      |      | 798e | 465e | 384e | 587e | 401e | 1093e |
| UCI Europe Tour                       | 970e | 899e | 290e | 167e | 510e | 313e | 255e | 444e | 327e | 812e  |
|                                       |      |      |      |      |      |      |      |      |      |       |
| Légende : nc = non classéSource : UCI |      |      |      |      |      |      |      |      |      |       |

## Palmarès sur piste

### Championnats de Belgique
- 2008
  -  Champion de Belgique de poursuite par équipes juniors (avec Tosh Van der Sande, Alphonse Vermote et Simon Verhamme )
  - 3e de l'américaine juniors